# St. Josef (Baden-Baden)

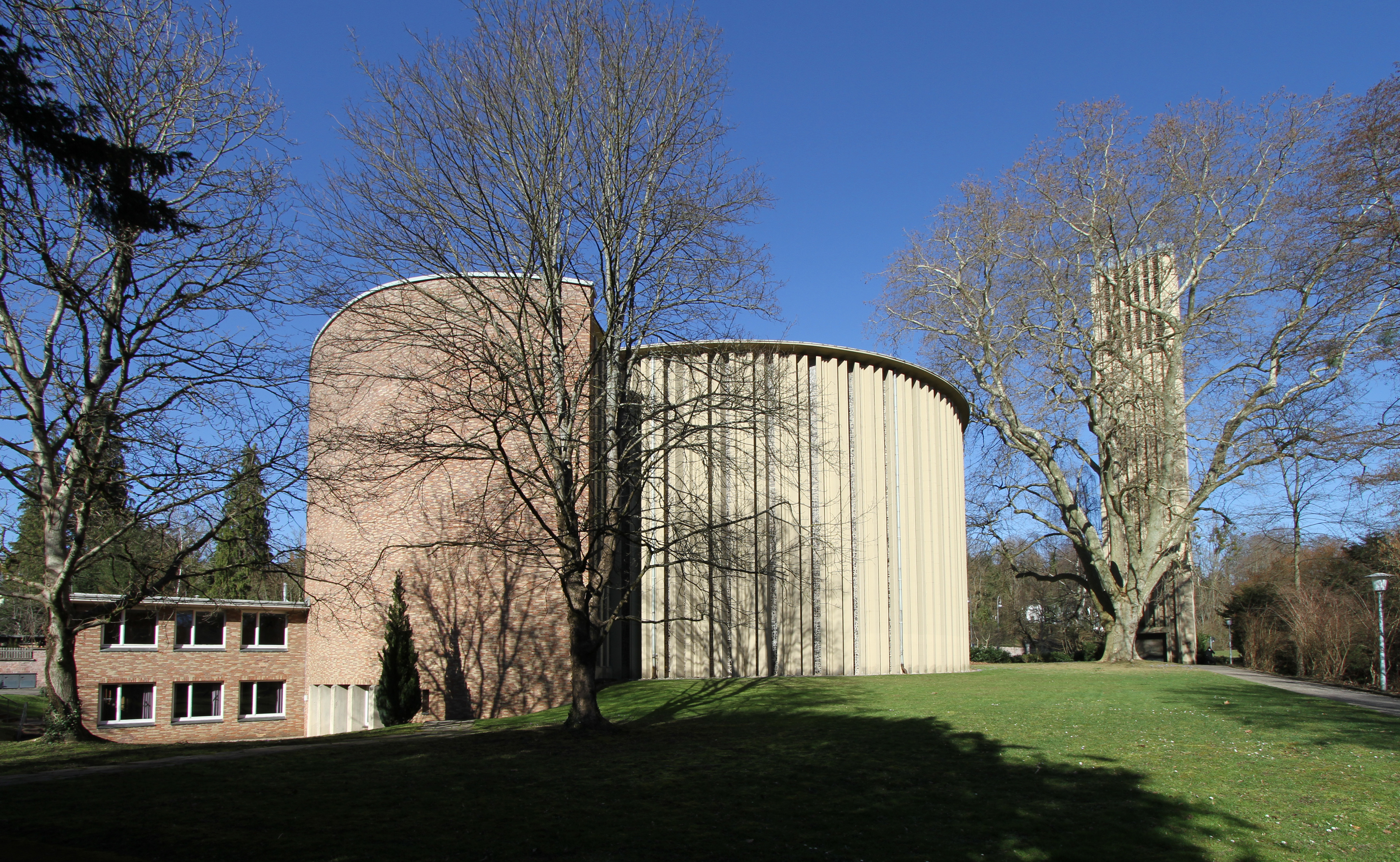
Kirche St. Josef mit frei stehendem Turm

Die Kirche St. Josef ist eine römisch-katholische Pfarrkirche in Baden-Baden. Sie steht an der Lichtentaler Straße 90a und ist für die Stadtmitte von Baden-Baden zuständig. Zusammen mit sechs weiteren Kirchen gehört sie zur Seelsorgeeinheit Baden-Baden.

## Geschichte
In den 1920er Jahren zeichnete sich ab, dass die Stiftskirche Liebfrauen die in der Stadtmitte von Baden-Baden wohnenden Katholiken nicht mehr fassen kann. 1925 wurde an der Bertholdstraße 1 ein Baugrund für eine neue Kirche erworben, die jedoch in den 1930er Jahren aus politischen Gründen nicht erbaut werden konnte. 1936 wurde ein Kirchenbaufonds eingerichtet, der bis 1948 Geld für den Bau der Kirche sammelte. Da das Areal an der Bertholdstraße nicht mehr geeignet erschien, wurde am 23. November 1956 ein 6300 m2 großes Areal vom Gelände des Palais Biron an der Lichtentaler Straße erworben. Um eine Kirche errichten zu können, musste der Falkenbach zur östlichen Flurgrenze verlegt werden. Entlang dieser Grenze war auch ein neuer Fußweg vorgesehen, der die Verbindung zur Maria-Viktoria-Straße und über die Kettenbrücke zur Lichtentaler Allee führt.
1957 fand ein Wettbewerb unter Architekten mit Erfahrung im Bereich des katholischen Kirchbaus statt. Neun Projekte wurden in die engere Wahl genommen. Die Behörde des Erzbistums Freiburg sprach sich für eine moderne Rundkirche aus, während der Gesamtstiftungsrat Baden-Baden einen eher traditionellen Longitudinalbau wünschte. Im Juli 1958 einigten sich die Stadt Baden-Baden, der Gesamtstiftungsrat und die Erzdiözese Freiburg auf den Entwurf des Architekten Hugo Becker aus Mainz, der zuvor die Pfarrkirche Mariä Verkündigung in Lampertheim gebaut hatte, deren besondere Lichtführung und die Idee eines freistehenden Kirchturms in die Planung der Kirche St. Josef miteinflossen. Hugo Becker bekam den Auftrag, die Kirche zusammen mit dem Baden-Badener Architekten Albert Peter zu realisieren.
Am 30. April 1959 erteilte das Bauordnungsamt Baden-Baden den Baubescheid. Bald erfolgte der erste Spatenstich und am 18. Oktober 1959 wurde der Grundstein gelegt. Der Baden-Badener Dichter Werner Bergengruen hatte den Text für die Urkunde verfasst und Schwester Maria Bernarda Schuler von der Zisterzienserinnenabtei Lichtental die Urkunde auf Pergament gesetzt.
Die Kirche wurde in den Jahren 1959–1961 erbaut. Die neue Pfarrei setzte sich aus 4791 Mitgliedern aus der Pfarrei der Stiftskirche und 1392 aus der Pfarrei St. Bonifatius in Lichtental zusammen. Am 1. Mai 1961 wurden die Mitglieder aus der Pfarrei der Stiftskirche entlassen, woraufhin eine Prozession zur neu gebauten Kirche führte. Dort fand die erste Messfeier samt Segnung des Neubaus statt. Am 1. Juli 1961 wurde die Kirche durch Weihbischof Karl Gnädinger geweiht. 1963 erhielt der Turm sein vierstimmiges Geläut, das am 26. Juli 1963 geweiht wurde. 1987 wurde die Fassade der Kirche saniert. 1995 wurde die Kirche St. Josef aufgrund ihrer künstlerischen Qualität und ihrer bauhistorischen Bedeutung in die Liste der Kulturdenkmale Baden-Württembergs aufgenommen.

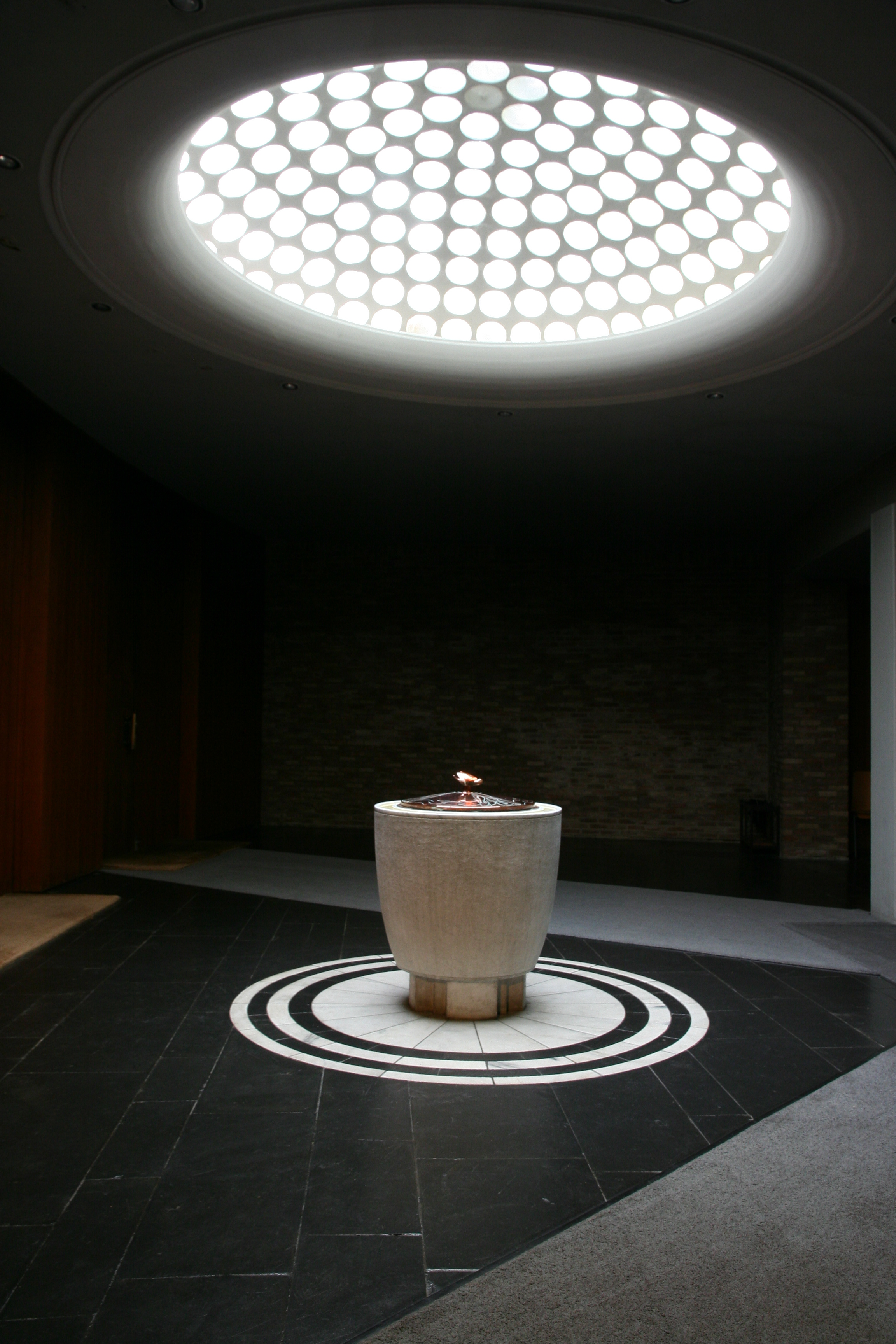
Baptisterium

## Baubeschreibung

### Kirchturm und Äußeres
Am Ende der Lichtentaler Straße befindet sich die Kirche St. Josef auf halber Strecke zwischen der Stiftskirche Liebfrauen von Baden-Baden und der Pfarrkirche St. Bonifatius in Lichtental. Der kreisrunde Kirchenraum dieser Rundkirche erweitert sich konzentrisch im Chorbereich. Der freistehende, 40 Meter hohe Kirchturm besitzt ein vierstimmiges Geläut, das 1963 in der Heidelberger Glockengiesserei gefertigt wurde.
| Nummer | Gewicht | Ton | Widmung              | Symbol                     |
| ------ | ------- | --- | -------------------- | -------------------------- |
| 1      | 2300 kg | cis | Jesus Christus       | Der auferstandene Christus |
| 2      | 1600 kg | e   | St. Josef            | Flucht nach Ägypten        |
| 3      | 1100 kg | fis | Maria Himmelskönigin |                            |
| 4      | 900 kg  | a   | Erzengel Gabriel     |                            |

Hochstrebende Pfeiler tragen die abgeflachte Kuppel des Zentralbaus, dessen Wände aus eng gesetzten v-förmigen Pfeilern besteht, in deren Zwischenräumen Glasbetonsteine das Tageslicht ins Innere der Kirche lassen. Der Grundriss des Baus misst 29 mal 35 Meter, an dessen nördlicher und südlicher Längsseite jeweils ein Trapez anschließt. Der nördliche Vorbau besteht aus dem Eingangsbereich samt Taufkapelle, der südliche Vorbau bietet Platz für die Sakristei samt tiefer gelegenem Gemeinde- und Jugendraum. Südlich der Kirche steht das Pfarrhaus.
Die Eingangsfront der Kirche misst 18 Meter und enthält vier doppeltorige Portale, die mit Kupfer belegt sind. Auf den Toren sind Flachreliefs von Hayno Focken angebracht. Auf dem rechten der beiden mittleren Portale ist ein Gebet an den Kirchenpatron St. Josef zu lesen: Heiliger Josef, lass uns das Leben schuldlos durchwandern, lass es gesichert sein in deinem Schutz. Die Türgriffe zeigen christliche Symbole: Taube, Ölzweig, Weinstock, Fische, Hand Gottes. Durch die Portale gelangt der Besucher in den Vorraum samt Taufkapelle.

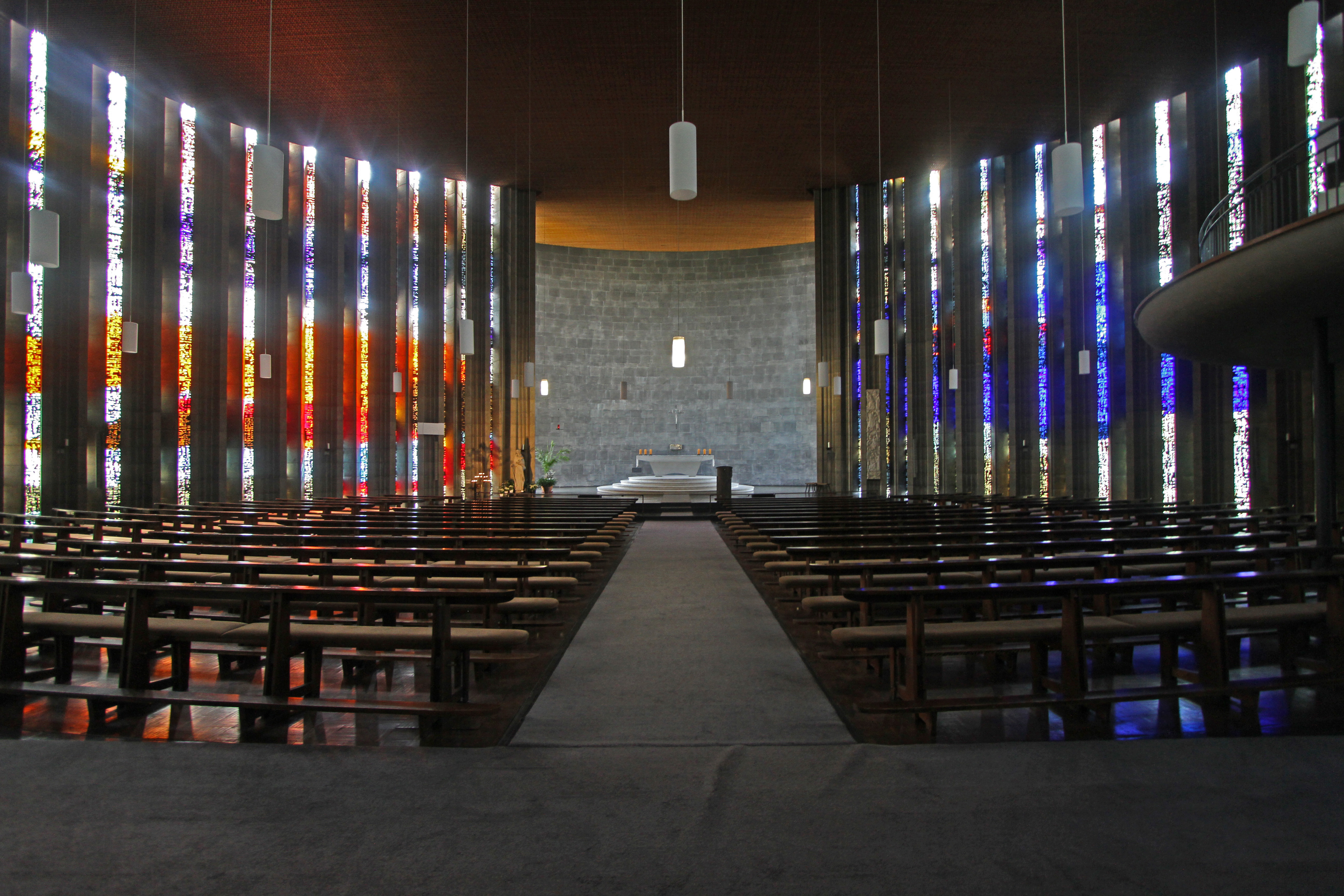
Innenansicht zum Altarraum

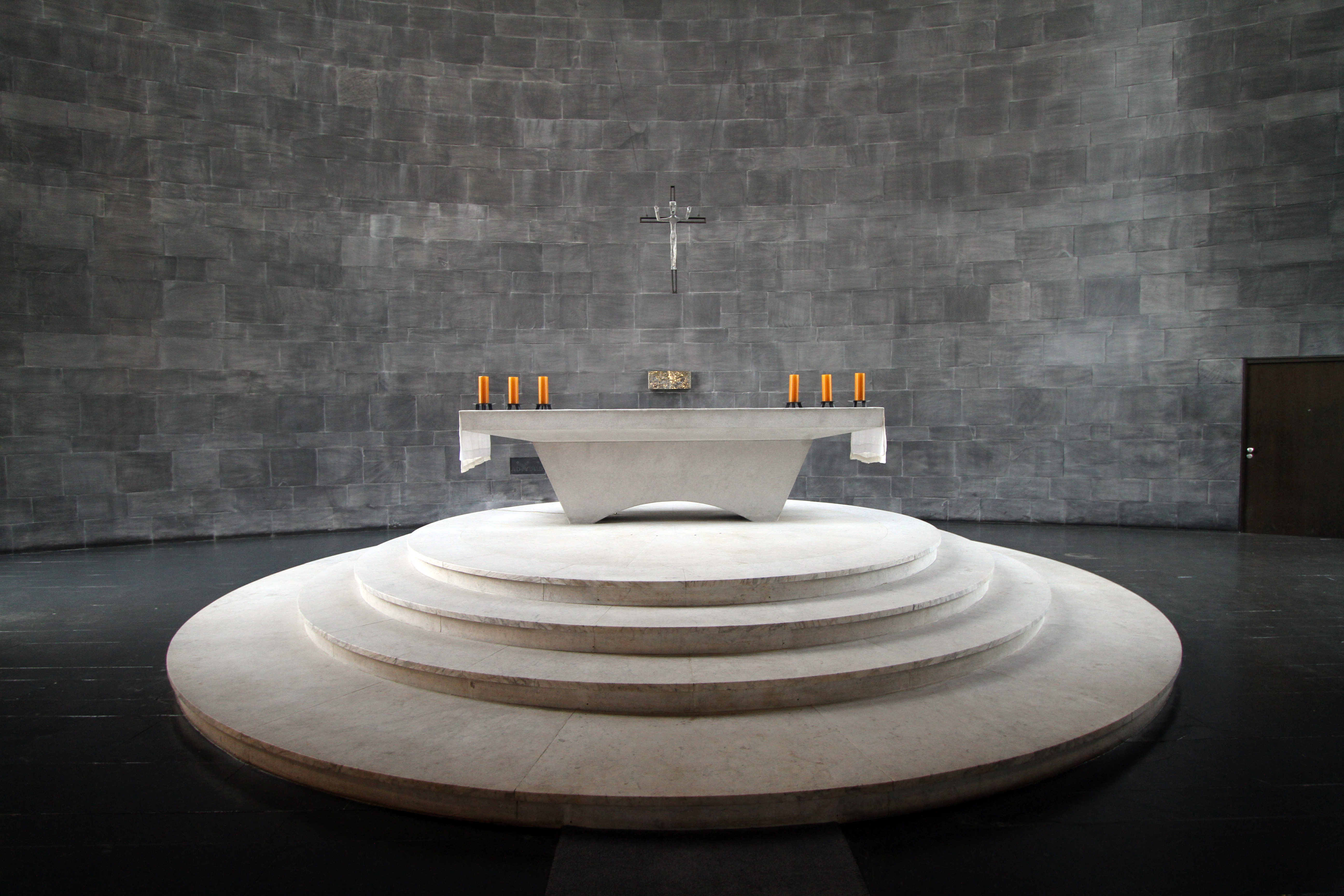
Altar

### Innenraum und künstlerische Ausstattung
Die dunkel gehaltene Taufkapelle besitzt eine Kuppel, durch die über runde, weiße Glasbausteine das Tageslicht auf den Taufstein geführt wird. Der eintretende Kirchenbesucher wird durch den Taufstein an seine eigene Taufe erinnert, die ihn in die kirchliche Gemeinschaft aufgenommen hat. Der schwarze Schieferboden kontrastiert mit den weißen, rund angeordneten weißen Marmorplatten, die den Taufstein umgeben. Das Marmorbecken des Taufsteins besitzt eine bossierte Oberfläche. Der Kupferdeckel zeigt christliche Symbole (Wasser und Fische). Der Griff des Deckels wird aus einer vollplastisch gestalteten Taube gebildet, welche auf den Heiligen Geist verweist.
Die Kirche hat 600 Sitzplätze und ist damit die größte der sieben Kirchen der Seelsorgeeinheit Baden-Baden. Der breitovale Saal wird durch die vertikal gesetzten Betonpfeiler gebildet, welche das Kuppeldach mit der flach eingezogenen Saaldecke tragen. Die Decke ist mit einem Holzflechtwerk versehen. Das Tageslicht wird über die Glasbetonfenster ins Innere der Kirche geleitet. Günther Schmid aus Baiersbronn entwarf die Glasfenster, welche an der Ostseite in Rottönen gehalten sind, auf der Westseite dominiert dunkles Blau.
Drei Stufen führen vom Kirchensaal in den Altarraum, in dem vier weiße Stufen die Estrade bilden, auf der sich der weiße Altar erhebt, der aus einem Marmormonolith gehauen ist. Im Altar befinden sich die Reliquien der Hl. Lactantius, Abdon und Sennen, alle drei Märtyrer aus frühchristlicher Zeit. Über dem Altar schwebt ein Triumphkreuz von Emil Sutor aus Offenburg. Gezeigt wird Christus als Sieger über den Tod, der dem Betrachter seine Wundmale zeigt. In der Chorwand befindet sich der Tabernakel, auf dessen Türen das Lamm Gottes sowie die Evangelistensymbole dargestellt sind. Gestaltet wurde der Tabernakel von Hayno Fockens. An der linken Seite des Altarraums ist eine Muttergottes von Emil Sutor aufgestellt. Sie trägt das Christuskind, welches den Betrachter anschaut. Rechts vom Altarraum findet sich die Josefssäule, die von Hermann und Friedrich Pohl geschaffen wurde. Die fünf Platten der Säule zeigen Szenen aus dem Leben des Kirchenpatrons: von unten nach oben ist der Josefstraum zu sehen (Mt 1, 18–25), darüber der Auftrag, Maria und das Jesuskind nach Ägypten zu führen (Mat 2, 13–15). Die dritte Tafel zeigt, wie Josef im Traum den Auftrag erhält, mit Maria und dem Jesuskind wieder nach Israel zurückzukehren, die vierte Tafel verheißt Josef, Nazaret als seine Heimat anzunehmen (Mt 2, 19–23). Die oberste Tafel zeigt den 12-jährigen Jesus, der im Tempel lehrt (Mt 2, 41–52).

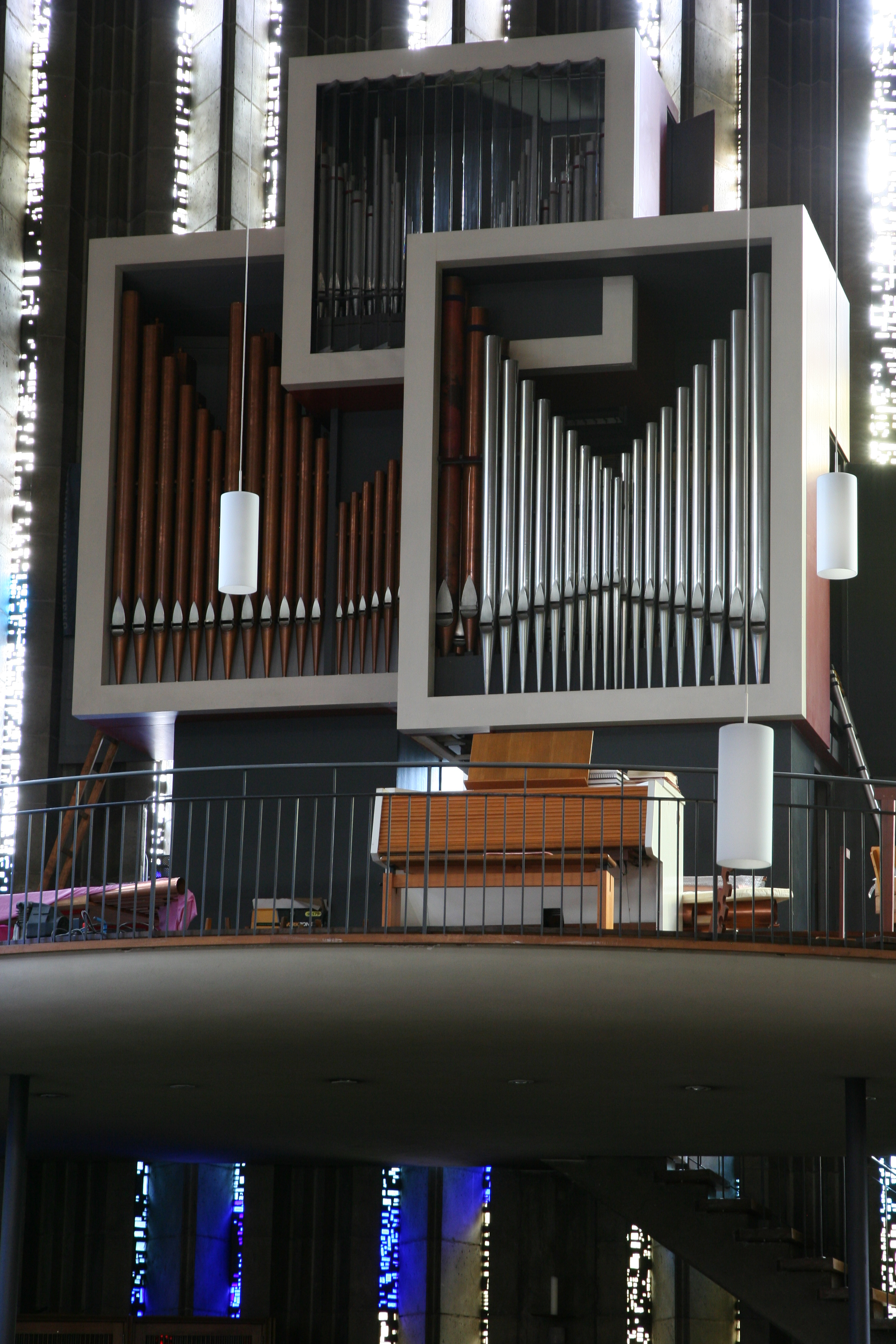
Orgel

### Orgel
Die Orgelempore ist im Gegensatz zur traditionellen Anordnung nicht mittig über dem Kirchenportal, sondern nach Westen versetzt aufgestellt. Auf ihr ist die Orgel aus dem Jahr 1971 aufgebaut. Es handelt sich um ein Instrument der Firma G. F. Steinmeyer & Co., welches als Opus 2254 erstellt wurde. Die Orgel hat 26 Register, die sich wie folgt verteilen: Hauptwerk 10 Register, Schwellwerk 9 Register und Pedal 7 Register.